# Wikipedia Zero

Officiell logotyp för Wikipedia Zero

Karta över länder som var anslutet (grön) och hade som mål att ansluta sig (blå) till Wikipedia Zero.

Wikipedia Zero var ett projekt grundat av Wikimedia Foundation med syfte att få tillgång till Wikipedia på mobiltelefoner kostnadsfritt, i synnerhet inom tillväxtmarknaden.
Programmet startades 2012. Mars 2013 vann projektet priset SXSW Interactive Award för dess aktivism. Syftet med programmet var att reducera hindren för tillgång till fri kunskap — ett av de största hindren är kostnaderna för dataanvändning.
Februari 2018 meddelande Wikimedia Foundation att Wikipedia Zero skulle avvecklas i slutet på samma år.

## Historik
Wikipedia Zero startades först i Malaysia maj 2012. I oktober 2012 startades det i Thailand och Saudiarabien med operatörerna DTAC respektive Saudi Telecom Company. Maj 2013 startades det i Pakistan med operatören Mobilink. I juni 2013 startades det i Sri Lanka med Dialog Axiata. Fri åtkomst till Wikipedia tillhandahålls i Indien via Aircel. I oktober 2013 startades det i Jordanien med Umniah. Den 25 oktober 2013 startades det i Bangladesh med operatören Banglalink. I maj 2014 startades det även i Nepal med Ncell.
Projektet Facebook Zero var en inspiration för skapandet av Wikipedia Zero.